# Epidendrum spinescens
Epidendrum spinescens är en orkidéart som beskrevs av John Lindley. Epidendrum spinescens ingår i släktet Epidendrum och familjen orkidéer. Inga underarter finns listade i Catalogue of Life.